# The Great American Bar Scene
The Great American Bar Scene è il quinto album in studio del cantautore statunitense Zach Bryan, pubblicato il 4 luglio 2024.

## Tracce
Tutte le canzoni sono state composte da Zach Bryan, eccetto dove indicato.
1. Lucky Enough – 2:42
2. Mechanical Bull – 3:29
3. The Great American Bar Scene – 3:37
4. 28 – 3:53
5. American Nights – 3:39
6. Oak Island – 3:59
7. Purple Gas – 3:00 (testo: Bryan, Noeline Hofmann)
8. Boons – 3:05
9. The Way Back – 3:06 (testo: Bryan, Bryan Adams, Jim Vallance)
10. Memphis; The Blues (feat. John Moreland) – 3:10 (testo: Bryan, John Moreland)
11. Like Ida – 3:35
12. Bass Boat – 3:37
13. Better Days (feat. John Mayer) – 3:32
14. Towers – 2:50
15. Sandpaper (feat. Bruce Springsteen) – 3:36
16. Northern Thunder – 3:31
17. Funny Man – 3:17
18. Pink Skies – 3:49
19. Bathwater – 1:40

## Classifiche

### Classifiche settimanali
| Classifica (2024)                | Posizione massima |
| -------------------------------- | ----------------- |
| Australia                        | 3                 |
| Australia (country)              | 1                 |
| Belgio (Fiandre)                 | 164               |
| Canada                           | 1                 |
| Irlanda                          | 2                 |
| Nuova Zelanda                    | 4                 |
| Norvegia                         | 10                |
| Paesi Bassi                      | 58                |
| Regno Unito                      | 16                |
| Regno Unito (americana)          | 2                 |
| Regno Unito (country)            | 12                |
| Stati Uniti                      | 2                 |
| Stati Uniti (folk)               | 1                 |
| Stati Uniti (country)            | 1                 |
| Stati Uniti (rock & alternative) | 1                 |
| Svezia                           | 26                |